# Pieczyska (Kalisz)
Pour les articles homonymes, voir Pieczyska.
Pieczyska est une localité polonaise de la gmina de Brzeziny, située dans le powiat de Kalisz en voïvodie de Grande-Pologne.